# Khandro Tsering Kunga Buma
 Khandro Tsering Kunga Buma (tibétain : མཁའ་འགྲོ་ཚེ་རིང་ཀུན་དགའ་འབུམ་མ, Wylie : mkha' 'gro tshe ring kun dga' 'bum ma) aussi appelée Khandro Tseringma (tibétain : མཁའ་འགྲོ་ཚེ་རིང་མ, Wylie : mkha' 'gro thse ring ma)  ou simplement Khandro-La, est l'oracle de Tenma. 

## Biographie
Khandro-La est née parmi les nomades au Tibet. Elle part pour Lhassa en bus et se rend à Shigatsé pour voir le monastère de Tashilhunpo et y rencontre un Indien âgé, vêtu d'un dhoti qui lui donne 2 000 gormo (Wylie : sgor mo) et l'incite à se rendre en Inde pour y rencontrer le dalaï-lama et d’autres lamas. Khandro-La se rend en pèlerinage au mont Kailash dont elle fait quinze fois le tour. La rumeur court qu'elle serait une dakini, et de nombreuses personnes lui demandent des bénédictions. Un moine l'aide à organiser ce flux de personnes. Certains souhaitent l'accompagner en Inde, et elle entreprend le voyage de nuit dans un groupe de dix-sept personnes. Après dix-sept jours, ils arrivent à Katmandou au Népal. Parfois, perdue dans ce voyage, elle perçoit des signes en rêve qui la guident.
Arrivée au Népal, elle tombe malade et doit rester au centre de réception tibétain à Katmandou, où elle pense mourir. Elle demande que son urine soit donner à une personne au stoupa de Bodnath. Il s'agissait d'un médecin tibétain qui analyse son urine et lui diagnostique un empoisonnement par consommation de viande avariée. Il lui prescrit un traitement et sa santé s'améliore. Rétablie, elle est envoyée à Dharamsala en Inde avec les nouveaux arrivants. Elle sollicite une audience avec le dalaï-lama, qu'on ne lui accorde pas immédiatement. Elle rencontre Kirti Tsenshab Rinpoché et Khalkha Jétsun Dampa. Kirti Tsènshab Rinpoché réussit à lui permettre de rencontrer le dalaï-lama. Elle fut confirmée comme étant l’oracle de Tenma. Le dalaï-lama lui confère des initiations et lui donne des instructions. Le bureau privé du dalaï-lama lui donne une maison dans l’enceinte du monastère de Namgyal. 
Elle est créditée par Lama Zopa pour avoir évité un tremblement de terre majeur dans l'Himalaya en construisant des stupas à des endroits précis de la région de Dharamsala. Elle aurait aussi prévenu les dégâts liés à un typhon à Taïwan.